# Sharjah International Cycling Tour
El Sharjah International Cycling Tour és una cursa ciclista professional per etapes que es disputa a l'emirat de Sharjah (Emirats Àrabs Units), al mes de novembre. Es va crear el 2013, formant part de l'UCI Àsia Tour amb categoria 2.2.

## Palmarès
| Any       | Vencedor                 | Segon             | Tercer            |
| --------- | ------------------------ | ----------------- | ----------------- |
| 2013      | Roman Van Uden           | Youcef Reguigui   | Hassan Al Marwi   |
| 2014      | Yousef Mirza Bani Hammad | Soufiane Haddi    | Francisco Mancebo |
| 2015      | Soufiane Haddi           | Andrea Palini     | Francisco Mancebo |
| 2016      | Adil Jelloul             | Francisco Mancebo | Stanislau Bazhkou |
| 2017      | No disputat              | No disputat       | No disputat       |
| 2018      | Javier Moreno            | Thomas Lebas      | Nikolai Mikhàilov |
| 2019-2021 | No disputat              | No disputat       | No disputat       |
| 2022      | Grega Bole               | Eusebio Pascual   | Cyrus Monk        |
| 2023      | Adne van Engelen         | Ariya Phounsavath | Rudolf Remkhi     |
| 2024      | Gal Glivar               | Miguel Heidemann  | Anatoliy Budyak   |
| 2025      | Josh Kench               | Josh Burnett      | Rein Taaramäe     |